# Lega Nazionale B 1996 (football americano)
La Lega Nazionale B 1996 è stata la 9ª edizione del campionato di football americano di secondo livello, organizzato dalla SAFV.

## Squadre partecipanti
| Club                | Città      | Stadio | Sponsor ufficiale | Risultato nella stagione 1995 |
| ------------------- | ---------- | ------ | ----------------- | ----------------------------- |
| Bienna Jets         | Bienne     |        |                   | Quarto posto LNA Girone Ovest |
| Gladiators Pratteln | Pratteln   |        |                   | Vincitori Girone Ovest        |
| Lausanne Sharks     | Losanna    |        |                   | Quinto posto LNA Girone Ovest |
| Winterthur Warriors | Winterthur |        |                   | Secondo posto Girone Est      |
| Wohlen Thunderbirds | Wohlen     |        |                   | Quarto posto Girone Ovest     |

## Stagione regolare

### Calendario

#### 1ª giornata
| 24 marzo 1996 | Bienna Jets | 30 – 6 | Gladiators Pratteln |  |

| 24 marzo 1996 | Wohlen Thunderbirds | 0 – 5 | Winterthur Warriors |  |

#### 2ª giornata
| 31 marzo 1996 | Lausanne Sharks | 12 – 20 | Bienna Jets |  |

| 31 marzo 1996 | Wohlen Thunderbirds | 0 – 30 | Gladiators Pratteln |  |

#### 3ª giornata
| 14 aprile 1996 | Gladiators Pratteln | 40 – 14 | Lausanne Sharks |  |

| 14 aprile 1996 | Bienna Jets | 36 – 6 | Winterthur Warriors |  |

#### 4ª giornata
| 21 aprile 1996 | Lausanne Sharks | 18 – 16 | Winterthur Warriors |  |

| 21 aprile 1996 | Bienna Jets | 57 – 0 | Wohlen Thunderbirds |  |

#### 5ª giornata
| 28 aprile 1996 | Winterthur Warriors | 6 – 40 | Gladiators Pratteln |  |

#### 6ª giornata
| 5 maggio 1996 | Wohlen Thunderbirds | 0 – 31 | Lausanne Sharks |  |

#### 7ª giornata
| 12 maggio 1996 | Winterthur Warriors | 34 – 6 | Wohlen Thunderbirds |  |

| 12 maggio 1996 | Gladiators Pratteln | 8 – 32 | Bienna Jets |  |

#### 8ª giornata
| 19 maggio 1996 | Lausanne Sharks | 20 – 16 | Gladiators Pratteln |  |

| 19 maggio 1996 | Winterthur Warriors | 3 – 48 | Bienna Jets |  |

#### 9ª giornata
| 2 giugno 1996 | Gladiators Pratteln | 54 – 0 | Wohlen Thunderbirds |  |

| 2 giugno 1996 | Bienna Jets | 28 – 10 | Lausanne Sharks |  |

#### 10ª giornata
| 9 giugno 1996 | Winterthur Warriors | 14 – 33 | Lausanne Sharks |  |

| 9 giugno 1996 | Wohlen Thunderbirds | 0 – 50 | Bienna Jets |  |

#### 11ª giornata
| 16 giugno 1996 | Gladiators Pratteln | 56 – 0 | Winterthur Warriors |  |

| 16 giugno 1996 | Lausanne Sharks | 57 – 0 | Wohlen Thunderbirds |  |

### Classifica
La classifica della regular season è la seguente:
- PCT = percentuale di vittorie, G = partite giocate, V = partite vinte, P = partite perse, PF = punti fatti, PS = punti subiti
- La qualificazione ai playoff è indicata in verde

| Pos. | Squadra             | PCT   | G | V | P | PF  | PS  |
| ---- | ------------------- | ----- | - | - | - | --- | --- |
| 1    | Bienna Jets         | 1.000 | 8 | 8 | 0 | 301 | 45  |
| 2    | Gladiators Pratteln | .625  | 8 | 5 | 3 | 250 | 102 |
| 3    | Lausanne Sharks     | .625  | 8 | 5 | 3 | 195 | 134 |
| 4    | Winterthur Warriors | .250  | 8 | 2 | 6 | 84  | 237 |
| 5    | Wohlen Thunderbirds | .000  | 8 | 0 | 8 | 6   | 318 |

### III Finale LNB
| 30 giugno 1996 | Bienna Jets | 14 – 22 | Gladiators Pratteln |  |

## Playoff e playout

### Playoff
| 7 luglio 1996 | Bienna Jets | 14 – 20 | Zürich Renegades |  |

| 7 luglio 1996 | Gladiators Pratteln | 6 – 22 | Landquart Broncos |  |

### Playout
| 7 luglio 1996 | La Côte Scorpions | 0 – 57 | Winterthur Warriors |  |

| 7 luglio 1996 | Monthey Rhinos | 36 – 0 | Wohlen Thunderbirds |  |

## Verdetti
- Gladiators Pratteln Campioni Lega Nazionale B 1996 (non promossi)
- Bienna Jets non promossi in Lega Nazionale A
- Winterthur Warriors non relegati in Lega Nazionale C
- Wohlen Thunderbirds relegati in Lega Nazionale C